# Dongdaemun-gu
Dongdaemun-gu (koreanisch 동대문구, Hanja 東大門區 ‚Ost-Tor-Bezirk‘) ist einer der 25 Stadtteile Seouls und liegt nördlich des Han-Flusses. Benannt ist es nach dem Stadttor Heunginjimun, auch Dongdaemun genannt, das aber in den heutigen Bezirksgrenzen zum Stadtteil Jongro gehört. Die Einwohnerzahl beträgt 363.023 (Stand: 2019).

## Geschichte
Das Gebiet des heutigen Stadtbezirkes Dongdaemun lag ursprünglich außerhalb der Stadtmauern Seouls, östlich des Stadttores Heunginjimun und am Weg von Seoul über die Salgoji-Brücke nach Kangwonland und in die südlichen Provinzen. Die Fläche wurde in dieser Zeit landwirtschaftlich genutzt. Taejo, der Gründer der Joseon-Dynastie, wurde hier begraben, wodurch das Gebiet auch eine spirituelle Bedeutung bekam.
Die Modernisierung der bis dahin landwirtschaftlich genutzten Fläche begann Ende des 19. Jahrhunderts. Ab dem Jahr 1899 fuhr die erste Straßenbahn Koreas nach Cheongnyangni. 1911 begann der Bau des Bahnhofs Cheongnyangni und 1939 der Bau des Bahnhofs Seongdeong. 1925 nahm die Spinnerei Jongyeon ihre Arbeit auf.
Der heutige Stadtbezirk wurde 1943 gegründet, er umfasste damals eine etwas größere Fläche als heute.
Die Nachkriegszeit und insbesondere die 1960er und 1970er Jahre sahen eine auch für Seouler Verhältnisse außergewöhnliche Bevölkerungsexplosion und damit verbundene Bautätigkeit.

## Bezirke

Die 14 Dongs von Dongdaemun-gu.

Dongdaemun-gu besteht aus 14 Dongs.
- Cheongnyangni-dong
- Dapsimni 1-dong
- Dapsimni 2-dong
- Hoegi-dong
- Hwigyeong 1-dong
- Hwigyeong 2-dong
- Imun 1-dong
- Imun 2-dong
- Jangan 1-dong
- Jangan 2-dong
- Jegi-dong
- Jeonnong 1-dong
- Jeonnong 2-dong
- Yongsin-dong

## Universitäten
- Städtische Universität Seoul
- Kyung-Hee-Universität
- Hankuk Universität für Fremdsprachen

## Forschungsinstitute
- Korea Institute for Advanced Study

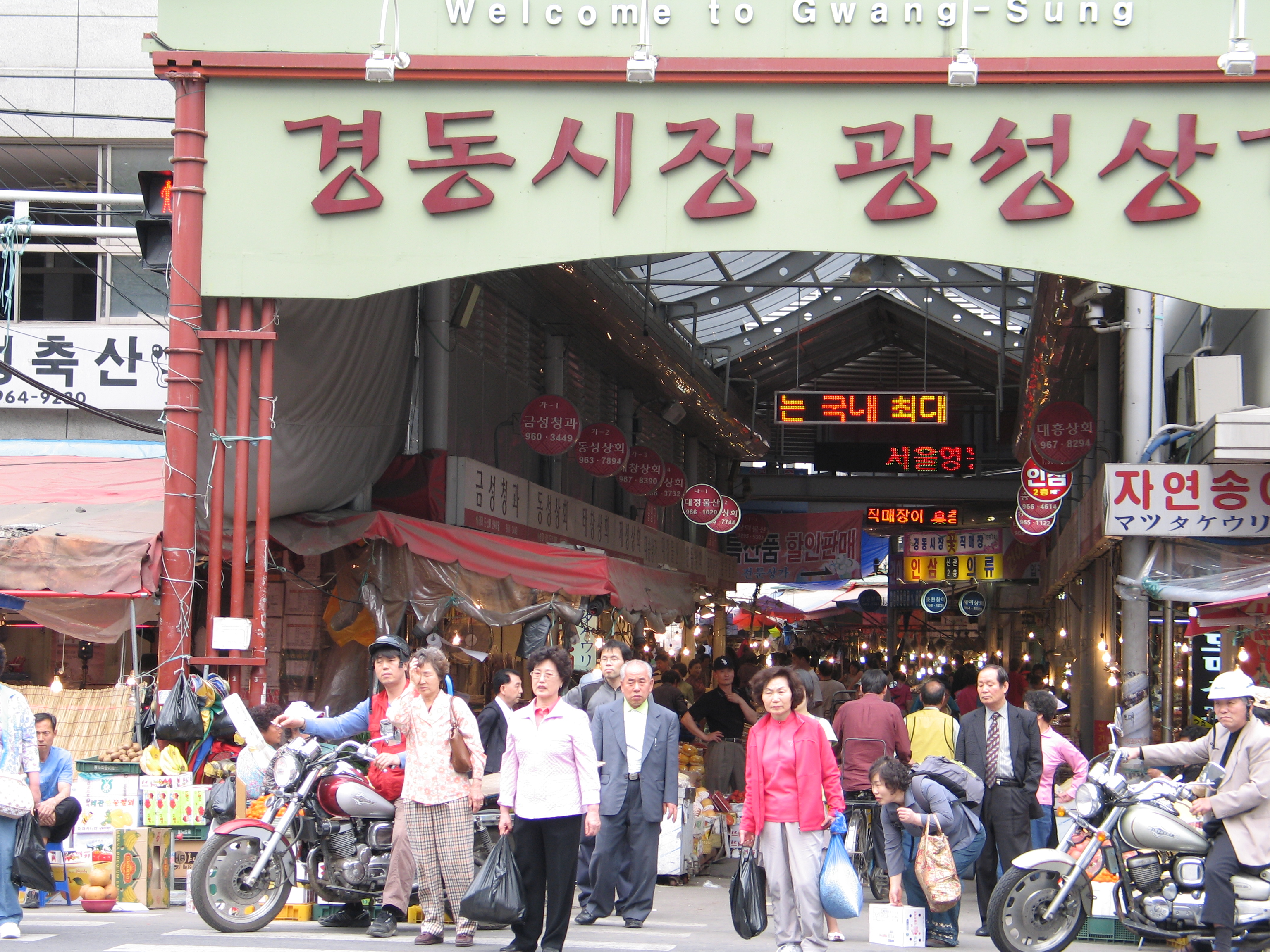
Gyeondong-Markt

## Sehenswürdigkeiten
- Gyeongdong-Markt (Heilkräuter und Ingwer)
- Gedenkstätte für Sejong in Hongneung

Der Dongdaemun-Markt und der Dongdaemun History & Culture Park befinden sich im benachbarten Stadtbezirk Jongro.